# 2019年新潟市議会議員選挙
2019年新潟市議会議員選挙（2019ねんにいがたしぎかいぎいんせんきょ）は、新潟市の議決機関である新潟市議会を構成する議員を全面改選するために行われた選挙で、第19回統一地方選挙の前半戦投票日である4月7日に投票が行われた。

## 概要
市議会議員の任期4年が満了したことに伴って実施された。8選挙区51議席に対して70名が立候補した。

## 基礎データ
- 選挙事由：任期満了
- 告示日：2019年3月29日
- 投票日：2019年4月7日
- 議員定数：51人
- 選挙区：8選挙区
- 候補者数：70人

## 当選した議員
自民党 
 共産党   公明党   立憲民主党 
 社民党 
 緑・にいがた 
 無所属 
| 北区   | 小柳聡     | 皆川英二   | 金子益夫 | 風間ルミ子 | 平松洋一   |
| 東区   | 小泉仲之   | 佐藤誠     | 細野弘康 | 志田常佳   | 荒井宏幸   |
| 東区   | 豊島真     | 飯塚孝子   | 佐藤豊美 | 五十嵐完二 |            |
| 中央区 | 吉田孝志   | 高橋聡子   | 佐藤耕一 | 青木学     | 伊藤健太郎 |
| 中央区 | 小山進     | 松下和子   | 小野照子 | 内山航     | 美濃欣之   |
| 中央区 | 深谷成信   |            |          |            |            |
| 江南区 | 古泉幸一   | 串田修平   | 渡辺有子 | 宇野耕哉   |            |
| 秋葉区 | 林龍太郎   | 東村里恵子 | 栗原学   | 阿部松雄   | 倉茂政樹   |
| 南区   | 小野清一郎 | 高橋哲也   | 内山幸紀 |            |            |
| 西区   | 石附幸子   | 保苅浩     | 平あや子 | 佐藤幸雄   | 加藤大弥   |
| 西区   | 田村要介   | 中山均     | 高橋三義 | 志賀泰雄   | 佐藤正人   |
| 西蒲区 | 小林弘樹   | 土田真清   | 竹内功   | 水沢仁     |            |